# NGC 682
NGC 682 est une galaxie lenticulaire située dans la constellation de la Baleine. NGC 682 a été découverte par l'astronome germano-britannique William Herschel en 1785.

## Caractéristiques
Sa vitesse par rapport au fond diffus cosmologique est de 5 338 ± 26 km/s, ce qui correspond à une distance de Hubble de 78,7 ± 5,5 Mpc (∼257 millions d'al).
À ce jour, une mesure non basée sur le décalage vers le rouge (redshift) donne une distance d'environ 70,700 Mpc (∼231 millions d'al). Cette valeur est légèrement à l'extérieur de la distance de Hubble. Notons cependant que c'est avec la valeur moyenne des mesures indépendantes, lorsqu'elles existent, que la base de données NASA/IPAC calcule le diamètre d'une galaxie et qu'en conséquence le diamètre de NGC 682 pourrait être d'environ 31,6 kpc (∼103 000 al) si on utilisait la distance de Hubble pour le calculer.